# Benjamin Fuß
Benjamin Fuß (* 28. Juni 1990 in Bad Salzungen) ist ein deutscher Fußballspieler.

## Karriere
Fuß begann 2001 seine Karriere bei SV Rot Weiss Wiesenthal und wechselte 2003 zu Wacker Bad Salzungen. Nachdem er die Jugendmannschaften bei Wacker Bad Salzungen durchlief, wechselte er im Sommer 2008 zur A-Jugend des FC Carl Zeiss Jena. Im Juli 2009 wurde er aus der Jugend in die Reserve befördert, wo er für den FC Carl Zeiss Jena II am 8. August 2009 sein Debüt in der Oberliga NOFV-Süd gegen RB Leipzig gegeben hat. Zu seinem ersten Profi-Spiel in der 3. Liga kam er am 2. September 2009 gegen Borussia Dortmund II. Am 28. Juni 2011 schloss er sich gemeinsam mit seinen FC Carl Zeiss Jena Vereinskameraden Torsten Ziegner und Davy Frick dem FSV Zwickau an.
Ende 2014 löste er auf eigenen Wunsch seinen Vertrag in Zwickau auf, um beim ZFC Meuselwitz neue sportliche Herausforderungen annehmen zu können. Nach einem halben Jahr verließ er den Verein wieder und schloss sich dem hessischen Oberliga-Aufsteiger Borussia Fulda an.